# 恩洽县
恩洽县，古县名。
南朝梁置，治所在今广东省清远市西北，属清远郡。隋开皇十年（590年）废。